# Serapias cordigera
Serapias cordigera és una espècie d'orquídia, una planta herbàcia perenne de la família Orchidaceae.
Viu en sòls silíceus, en praderies humides, matoll alt, en olivars, i boscos clars que deixin passar suficient llum. Arriba a desenvolupar-se en altures de fins a 1.000 metres. Espècie protegida en les Illes Balears.
Principalment en els Països Catalans i mediterranis occidentals, però poden aconseguir localitzacions tan allunyades cap a l'est, com el sud de Turquia. Es troben algunes comunitats en la Vall dels Pedroches, Còrdova. També es troba en les Illes Açores i el nord-oest d'Àfrica.